# Šárecký potok

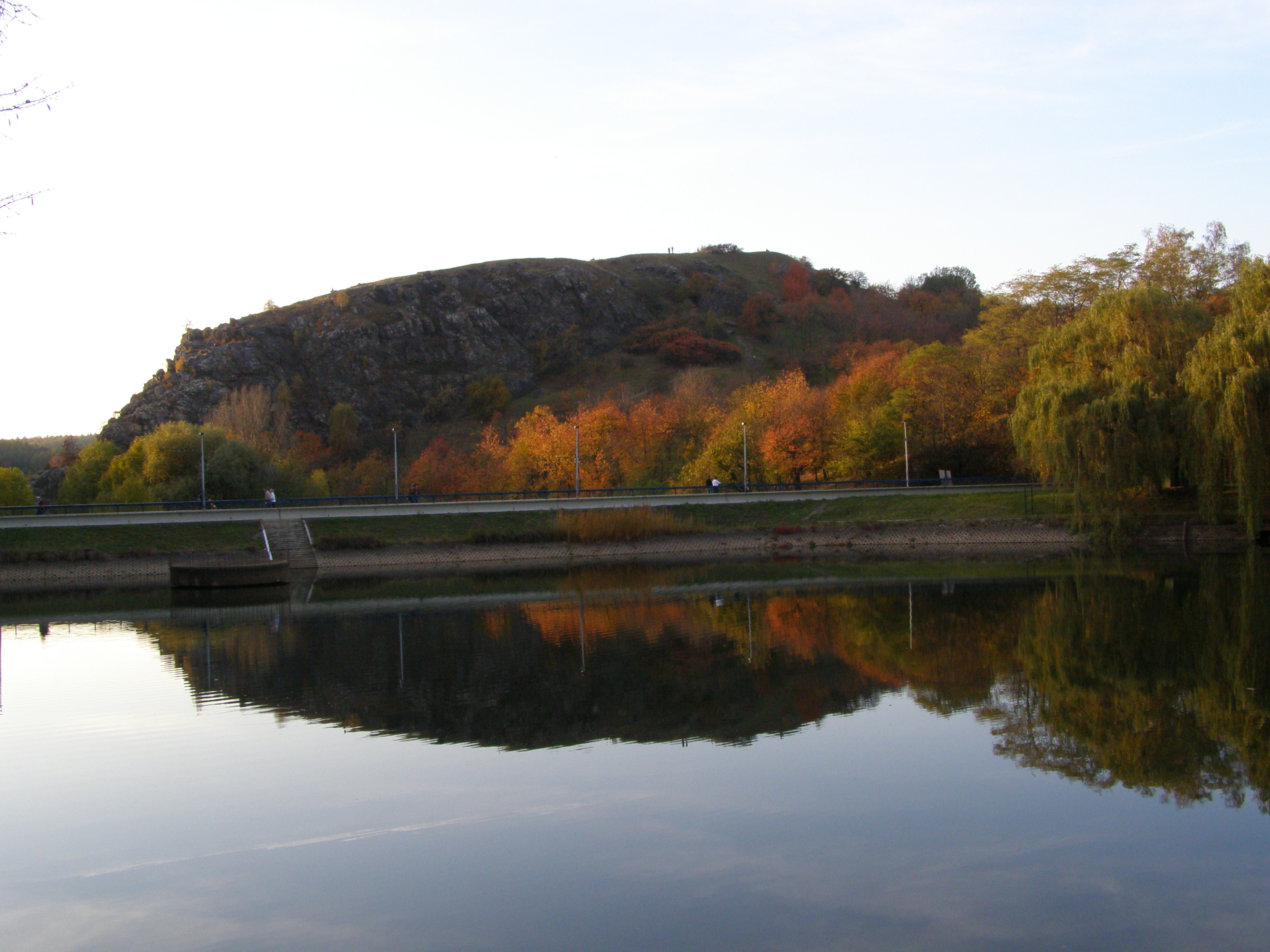
Stausee Džbán

Der Šárecký potok, auch Šárka bzw. Litovicko-Šárecký potok, am Oberlauf Litovický potok (deutsch Scharka bzw. Scharkabach, auch Lidowitzer Bach) ist ein linker Zufluss der Moldau in Tschechien.

## Verlauf
Der Litovický potok entspringt westlich von Chýně auf der Prager Hochfläche (Pražská plošina). Ihre Quelle liegt knapp anderthalb Kilometer südöstlich des Klosters Hájek (Waldl). An seinem nach Osten führenden Oberlauf wird der Bach am Ortsrand von Chýně von der Bahnstrecke Praha–Most überbrückt und fließt dann nördlich an Chýně vorbei, wo er in den Teichen Bašta und Strahovský gestaut wird. Danach nimmt der Litovický potok nordöstliche Richtung. Bei Břve wird er im Teich Břevský rybník, bei Sobín im Rybník Kala und bei Litovice im Litovický rybník gestaut; die drei Teiche sind einschließlich der sie umgebenden Feuchtgebiete als Naturdenkmal PP Hostivické rybníky geschützt.
Mit östlicher Richtung fließt der Bach dann durch Hostivice und wird am östlichen Stadtrand von der Bahnstrecke Praha-Smíchov–Hostivice überquert. Danach wird der Litovický potok zwischen Peterkův Mlýn und Patourka im Rückhaltebecken Strnad gestaut. Unterhalb dessen erreicht der Bach das Stadtgebiet von Prag, wo sich an seinem rechten Ufer das Schnellstraßendreieck Praha-Řepy zwischen dem Prager Ring und der Schnellstraße 6 befindet. Zwischen Řepy und Ruzyně wird der Litovický potok bei Jiviny im Rückhaltebecken Jiviny gestaut. Anschließend nimmt der Bach nordöstliche Richtung und fließt nördlich des Weißen Berges (Bílá hora, 381 m n.m.) und des Lustschlosses Stern (Letohrádek Hvězda) vorbei an Manovka und auf einem knappen Kilometer ab der Untersuchungshaftanstalt Ruzyně unterirdisch durch den Ortskern von Ruzyně. Am Wildgehege Stern kommt der Bach wieder an die Oberfläche und fließt am Rande des Naturdenkmals PP Obora Hvězda entlang. Danach fließt der Litovický potok zwischen Liboc und Dolní Liboc hindurch und speist dort den Teich Libocký rybník. Bei Veleslavín und Vokovice wendet sich der Litovický potok in einer Flussschleife nach Westen und fließt in den Naturpark Šárka Lysolaje, wo er in der Talsperre Džbán gestaut wird.
Den Stausee Džbán verlässt der Bach als Šárecký potok und bildet das tiefe felsige Šárka-Tal. Nördlich von Dolní Liboc ändert der Bach am Hügel Šárka seine Richtung in einer großen Schleife nach Nordosten. Die Felshänge entlang des Šárecký potok wurden auf diesem Abschnitt als Naturreservat PR Divoká Šárka (Wilde Scharka) unter Schutz gestellt. Vorbei an Dívčí Skok, Čertův Mlýn, Želivka und Nebušice nimmt der Bach bei Vizerka wieder östliche Richtung und fließt am gleichnamigen Naturdenkmal PP Vizerka vorbei. Der Hang bei Sídliště Červený Vrch gegenüber von Jenerálka an der Einmündung des Krutecký potok ist als Naturdenkmal PP Jenerálka geschützt. Der Unterlauf des Šárecký potok führt zwischen Lysolaje und Baba vorbei an Dubový Mlýn, Zlatnice (ehemals Wirtshaus Schipkapaß), Kaplanka, Dejvice, Hanspaulka, Horní Šárka, Heřmanův Dvůr, Mrázovka, Žitná, Emilká, Šatovka, Dolní Šárka, Žežulka, Purkrábka und Podbaba nach Nordosten. Dort verlässt der Bach den Naturpark Šárka Lysolaje und wird von der Bahnstrecke Praha–Děčín überbrückt. Nach 22 Kilometern mündet der Šárecký potok bei Podbaba in die Moldau. Seine Mündung befindet sich zwischen der Fähre von Podbaba nach Podhoří und der Moldauinsel.

## Zuflüsse
- Jenečský potok (l), in Hostovice
- Sobínský potok (r), im Rückhaltebecken Strnad
- Řepský potok (r), im Rückhaltebecken Jiviny
- Světlička (r), in Dolní Liboc
- Zlodějka (l) in Dívčí Skok
- Krutecký potok (r) bei Jenerálka
- Nebušický potok (l), zwischen Jenerálka und Dubový Mlýn
- Housle (l) in Podbaba